# Резолюция Совета Безопасности ООН 1119
Резолюция Совета Безопасности Организации Объединённых Наций 1119 (код — S/RES/1119), принятая 14 июля 1997 года, сославшись на предыдущие резолюции по Хорватии, включая резолюции 779 (1992), 981 (1995), 1025 (1995), 1038 (1996), 1066 (1996) и 1093 (1997), Совет уполномочил Миссию наблюдателей ООН в Превлаке (МНОП) продолжать наблюдение за демилитаризацией в районе полуострова Превлака в Хорватии до 15 января 1998 года.
Совет был обеспокоен тем, что Хорватия и Союзная Республика Югославия (Сербия и Черногория) не смогли добиться прогресса в принятии практических предложений, предложенных военными наблюдателями ООН в мае 1996 года, чтобы снизить напряженность и повысить безопасность в этом районе в дополнение к решению спора по Превлаке.
Сторонам было настоятельно предложено полностью выполнить соглашение о нормализации отношений, воздерживаться от насилия, обеспечить свободу передвижения наблюдателям ООН и убрать мины. Генеральному секретарю Кофи Аннану было предложено доложить Совету о ситуации к 5 января 1998 года относительно прогресса на пути к мирному решению спора между двумя странами. Наконец, Силы по стабилизации, уполномоченные Резолюцией 1088 (1996), должны были сотрудничать с ЮНМОП.